# Frommert
Frommert ist ein deutscher Familienname.

## Herkunft und Bedeutung
Frommert ist ein Übername aus dem mittelhochdeutschen „vrum“, „vrom“ und bedeutet tüchtig, brav und/oder gut.

## Varianten
- From, Frome, Fromm, Fromme, Frommer

## Namensträger
- Christian Frommert (1967–2025), deutscher Journalist und Medienmanager
- Christian Frommert (Historiker) (1957–2021), deutscher Archivar und Kunsthistoriker